# Sumatraanse grijskopspecht
De Sumatraanse grijskopspecht (Picus dedemi) is een vogelsoort uit het geslacht Picus van de familie van de spechten (de Picidae). De soort is in 1911 door de Nederlandse bioloog  
Eduard Daniël van Oort als aparte soort Gecinus dedemi beschreven, maar later lange tijd beschouwd als ondersoort van de grijskopspecht (P. canus).

## Status
Het is een endemische soort van het eiland Sumatra. Het leefgebied van de soort neemt af door ontbossing, daarom staat de soort als gevoelig (voor uitsterven) op de Rode Lijst van de IUCN..
Japanse groene specht (P. awokera) ·
grijskopspecht (P. canus) ·
kleine geelkuifspecht (P. chlorolophus) ·
Sumatraanse grijskopspecht (P. dedemi) ·
zwartkopspecht (P. erythropygius) ·
vuurvleugelspecht (P. puniceus) ·
roodkraagspecht (P. rabieri) ·
Iberische groene specht (P. sharpei) ·
geschubde groene specht (P. squamatus) ·
Levaillants specht (P. vaillantii) ·
Birmese schubbuikspecht (P. viridanus) ·
groene specht (P. viridis) ·
grote schubbuikspecht (P. vittatus) ·
kleine schubbuikspecht (P. xanthopygaeus)